# Lifan X60
La Lifan X60 è un'autovettura prodotta dalla casa automobilistica cinese Lifan dal 2011.

## Descrizione
La vettura è stata presentata in anteprima al Salone di Shanghai 2010 sotto forma di concept caf chiamata Lifan CUV; la versione di serie è stata ufficialmente lanciata durante il Salone dell'Auto di Pechino 2011 con il nome di Lifan X60.
La X60 è alimentata da un motore a 4 cilindri da 1,8 litri (1794 cc) che produce 98 kW (133 CV) e 168 Nm di coppia.
Oltre che per il mercato cinese, la X60 è stata assemblata in Iran, Russia (Derways), Azerbaigian, Uruguay e Myanmar.